# Documentary Educational Resources
Documentary Educational Resources (DER) est une organisation américaine sans but lucratif dont le but est de permettre un accès aux différents films ethnographiques existants, et d'obtenir des informations sur des ethnologues ou des rapports ethnographiques.

## Fonctionnement
Le but de cette organisation est de permettre, l'accès aux films ethnographiques, il est possible depuis leur site web, de consulter de très nombreux films ethnographiques. Les films sont classés par thèmes et géographie. 

## Origines
La DER (Documentary Educational Resources) est né en 1968, il été à l'origine créé pour les étudiants en anthropologie et en ethnologie, pour obtenir des informations sur les différents peuples et cultures. Il sera incorporé en 1971, pour la diffusion des films ethnographiques dans les différents milieux éducatifs.

## Aujourd'hui
Aujourd'hui, la DER, continue d'exister et a fait restaurer certains films ethnographiques avec l'aide du National Anthropological Archives.